# Gokinjo, une vie de quartier
Gokinjo, une vie de quartier (ご近所物語, Gokinjo Monogatari) est un manga de Ai Yazawa. Il a été prépublié dans le magazine Ribon de la Shueisha du mois de février 1995 au mois de octobre 1997 puis relié en sept volumes.
Il a ensuite été adapté en une série télévisée animée de cinquante épisodes diffusée sur TV Asahi du 10 septembre 1995 au 1er septembre 1996, ainsi qu'en un film d'animation par Tōei animation sorti le 2 mars 1996.
Publié en français aux éditions Delcourt de 2004 à 2005, tous les volumes sont disponibles en France.
Paradise Kiss, du même auteur, est la suite de cette série.

## Résumé
Mikako Kōda, dix-sept ans, est en première année à l'école de mode Yazawa (矢澤芸術学院, yazawa geijutsu gakuin, souvent abrégé en Yazagaku). Son but : créer sa propre marque de vêtements, et tenir sa propre boutique.
Autour d'elle gravitent plusieurs personnages, dont Tsutomu Yamaguchi, son voisin et ami d'enfance, qui n'est venu à la Yazagaku que parce que Mikako y allait. Lorsque celui-ci sort avec une autre fille, Mikako devient extrêmement jalouse : éprouverait-elle de l'amour pour Tsutomu ?
Quelque temps après ils finiront par sortir ensemble ! Mikako étant une élève brillante, elle remporte ainsi le Grand Prix de la Yazagaku où elle aura l'opportunité de pouvoir aller étudier à Londres. Mais ira-t-elle loin pour réaliser son rêve ou restera-t-elle avec Tsutomu par peur de le perdre en s'éloignant trop de lui ?

## Personnages
- Mikako Kōda (幸田　実果子, Kōda Mikako?) : lycéenne énergique, elle vise à devenir styliste, activité pour laquelle elle a un grand talent. Elle a les cheveux bruns, mais les teint successivement en blond et rose. Lorsqu’elle déprime, elle se fait faire des piercings. Elle a été brimée au collège. Amie d’enfance de Tsutomu et en couple avec lui. Amie avec tous les membres d'Akindo. En section Stylisme. Ses parents ayant divorcé quand elle avait 14 ans, elle vit seule avec sa mère, Rukiko Kôda, mangaka célèbre. Son père, lui manquant terriblement, elle finit par le revoir grâce à l'aide de Tsutomu. Ses parents se remarieront quand sa mère apprendra qu'elle est enceinte de lui à la plus grande joie de Mikako et de Tsutomu.

- Tsutomu Yamaguchi (山口 ツトム, Yamaguchi Tsutomu?) : ami d’enfance de Mikako, il ressemble à Ken Nakagawa, un chanteur du groupe à la mode Manbō. Il ressemble par certains côtés à un singe. Son hobby est de fabriquer d’étranges objets, et il s’intéresse à la photographie, probablement influencé par le père de Mikako. En couple avec Mikako. Ami avec tous les membres d'Akindo.

- Yūsuke Tashiro (田代 勇介, Tashiro Yūsuke?) : Ami de Tsutomu. Motard, il a les cheveux longs. Un temps intéressé par Mikako, il est ensuite amoureux de Mariko. Il s'entend bien avec tous les membres d'Akindo. Il est très doué en peinture.

- Mariko Nakasu (中須 茉莉子, Nakasu Mariko?) : surnommée nice body ko (ナイスバディ子?, « celle au beau corps »), cette belle adolescente a déjà été désignée « miss Yazagaku ». Elle aime s'amuser avec les garçons même si elle garde un amour secret pour son ami d'enfance... . Elle sort avec Tsutomu dont elle tombe amoureuse, puis, après leur rupture, elle tombe éperdument amoureuse de Yûsuke avec qui elle finit par sortir.

- Mai Ōta (太田 麻衣, Ōta Mai?) : Amie de Mikako et de Risa. En section Stylisme. Elle est surnommée par Risa « Pî-chan ». Elle est très douée pour fabriquer des peluches, notamment Petit-François et Pûsaku l'ourson.

- Risa Kanzaki (神崎 リサ, Kanzaki Risa?) : Amie de Mikako et de Pî-chan, cette belle rousse aspire à devenir styliste pour enfants. Elle est venue à Tōkyō depuis Hokkaidō pour suivre son petit ami Takeshi, avec qui elle vit. En section Stylisme.

- Jirō Nishino (西野 ジロー, Nishino Jirō?) : Ami de Tsutomu et de Yûsuke. Souvent habillé de façon non conventionnelle, il parle le kansai-ben. Sa passion est de créer des jeux vidéo. En section Arts Techniques.

- Ayumi Oikawa: Amie de Tsutomu, elle est amoureuse de Yûsuke. En section Arts Visuels.

Elle a hérité d'un atelier, qui devient le QG des membres d'Akindo dont elle fait partie.
Elle a un chien noir appelé Mash.